# Brazilski narodni muzej
Brazilski narodni muzej (portugalsko Museu Nacional) je bila najstarejša znanstvena ustanova Brazilije in eden največjih muzejev naravoslovja in antropologije v Amerikah. Muzej je bil pred požarom septembra 2018 v parku Quinta da Boa Vista v mestu Rio de Janeiro, v  palači Saint-Christopher Paço de São Cristóvão. Palača je služila kot prebivališče portugalske kraljeve družine med letoma 1808 in 1821, brazilske cesarske družine med letoma 1822 in 1889 in tudi sedež republiške ustavodajne skupščine od 1889 do 1891, preden je bila dodeljena v uporabo za muzej leta 1892. Stavba je bila tudi brazilska narodna dediščina od leta 1938 .
Ustanovitelj Kraljevega muzeja je bil kralj Janez VI. Portugalski, 6. junija 1818 in je bil ustanova prvotno nameščena v parku Campo de Santana, kjer je razstavljal zbirke, ki so bile vključene v nekdanji Naravoslovni hiši znani kot Casa dos Pássaros ('hiša ptic'), ki jo je leta 1784 ustanovil brazilski podkralj Luís de Vasconcelos e Sousa kot zbirko mineralogije in zoologije. Muzejska fundacija je bila namenjena obravnavanju interesov spodbujanja socialno-ekonomskega razvoja države z razširjanjem izobraževanja, kulture in znanosti. Že v 19. stoletju je bila ustanova določena kot najpomembnejši južnoameriški muzej v svojih tipologijah. Leta 1946 je bila vključena v Zvezno univerzo v Rio de Janeiru.  
Narodni muzej je imel ogromno zbirko z več kot 20 milijoni predmetov in zajemal nekatere najpomembnejše materialne zapise o naravoslovju in antropologiji v Braziliji, pa tudi veliko število predmetov iz različnih regij planeta, delo številnih kultur in starodavnih civilizacij. Zbirka je bila razdeljena na sedem glavnih področij: geologija, paleontologija, botanika, zoologija, biološka antropologija, arheologija in etnologija, ki so nastajale več kot dve stoletji z ekspedicijami, izkopavanji, pridobitvami, donacijami in izmenjavo. Zbirka je bila glavna podlaga za raziskave, ki so jih izvajali akademski oddelki muzeja - ki so bili odgovorni za izvajanje dejavnosti v vseh regijah brazilskega ozemlja in več krajih sveta, vključno z antarktično celino. Muzej je imel tudi eno največjih znanstvenih knjižnic v Braziliji, z več kot 470.000 knjigami in 2400 redkimi deli.
Na področju izobraževanja je muzej ponujal specializacijske, nadaljevalne in podiplomske tečaje na več področjih znanja, poleg tega pa je organiziral začasne in stalne razstave in izobraževalne dejavnosti, ki so bile na voljo javnosti. Muzej upravlja Horto Botânico (botanični vrt), ki meji na Paço de São Cristóvão, ter napredni kampus v mestu Santa Teresa, v Espírito Santo - biološki postaji Santa Lúcia, ki skupaj upravljajo z Muzejem za biologijo prof. Mello Leitão. Tretja lokacija, ki je v mestu Saquarema, se uporablja kot podporno-logistični center za terenske aktivnosti. Končno je muzej posvečen tudi uredniški produkciji z Archivos do Museu Nacional, ki je najstarejša znanstvena revija v Braziliji , ki stalno izhaja od leta 1876.
2. septembra 2018 je palačo, v kateri je muzej, zajel požar in jo popolnoma uničil.

## Zgodovina
Narodni muzej je ustanovil portugalski kralj Janez VI. (1769-1826) leta 1818 z imenom Royal Museum (Kraljevi muzej), za spodbujanje znanstvenih raziskav na ozemlju Brazilije. Muzej je najprej zbiral botanične in živalske primere, zlasti ptice, kar je povzročilo da so staro stavbo v središču Ria de Janeira prebivalstvo imenovalo hiša ptic.
Po zaslugi poroke sina Janeza VI. in prvega brazilskega cesarja Pedra I. (1798-1834) z avstrijsko princeso Leopoldino, je Muzej pritegnil največje evropske naravoslovce 19. stoletja, kot so Maximilian zu Wied-Neuwied (1782-1867), Johann Baptist von Spix (1781-1826) in Carl Friedrich Philipp von Martius (1794-1868). Tudi drugi evropski raziskovalci, ki so raziskovali državo, kot sta Augustin Saint-Hilaire (1799-1853) in Baron von Langsdorff (1774-1891). so prispevali v muzej. 
Do konca 19. stoletja, ki odraža osebne želje cesarja Pedra II. (1825-1891), je Narodni muzej začel vlagati na področju antropologije, paleontologije in arheologije. Sam cesar, ki je bil navdušen amaterski znanstvenik in navdušen zagovornik vseh področij znanosti, je prispeval z več zbirkami umetnosti starega Egipta, botaničnimi fosili, itd., ki jih je pridobil med številnimi potovanji v tujino. Na ta način je bil Narodni muzej moderniziran in postal najpomembnejši muzej naravoslovja in humanističnih znanosti Južne Amerike. Edmund Roberts je obiskal muzej leta 1832, pri čemer je poudaril, da je imel muzej le tri odprte prostore v tistem času in da je zaprte prostore »Pedro žalostno oplenil njihove vsebine«. 
Pedro II. se je dobro zavedal pomanjkanja resničnih znanstvenikov in naravoslovcev v Braziliji. To težavo je odpravil tako, da je tuje znanstvenike povabil k delu v muzeju. Prvi je bil Ludwig Riedel (1761-1861), nemški botanik, ki je od 1826 do 1828 sodeloval v znani ekspediciji barona von Langsdorffa v Mato Grossu. Drugi znanstveniki so bili: nemški kemik Theodor Peckolt in ameriški geolog in paleontolog Charles Frederick Hartt (1840-1878). V naslednjih letih je Muzej postopoma postal znan, zato je pritegnil še več tujih znanstvenikov, ki so želeli imeti znanstveno vlogo pri svojem delu v Braziliji, kot so Fritz Müller (1821-1897), Hermann von Ihering (1850-1930), Carl August Wilhelm Schwacke (1848-1894), Orville Adalbert Derby (1851-1915), Émil August Goeldi (1859-1917), Louis Couty (1854-1884) in drugi, ki so bili vsi odpuščeni, ko ni bilo več cesarja.
Cesar je bil še vedno zelo priljubljena figura, ko ga je leta 1889 odstavil vojaški udar, zato so republikanci poskušali izbrisati simbole cesarstva. Eden teh simbolov je bil Paço de São Cristóvão, uradna rezidenca cesarjev v Quinta da Boa Vista, zato je leta 1892 Narodni muzej z vsemi svojimi zbirkami, dragocenimi predmeti in raziskovalci prešel v to palačo, kjer je ostal do danes.
Leta 1946 je bilo upravljanje muzeja preneseno na Brazilsko univerzo, ki je trenutno Zvezna univerza v Rio de Janeiru. Raziskovalci in njihovi uradi ter laboratoriji so zasedali dober del palače in drugih stavb, postavljenih v botaničnih vrtovih (Horto Florestal), v parku Quinta da Boa Vista. Tu lahko najdemo eno največjih znanstvenih knjižnic v Riju. Trenutno Narodni muzej ponuja diplomske programe na naslednjih področjih: antropologija in sociologija, botanika, geologija in paleontologija ter zoologija

### Težave s financiranjem in požar 2018
Od leta 2014 se je Muzej soočal z zmanjšanjem proračunskih sredstev za svoje vzdrževanje na manj kot R $ 520.000 letno. Stavba je propadala, kar je bilo razvidno iz luščenja materiala in izpostavljenih električnih napeljav . Do junija 2018, ob 200. obletnici muzeja, je bilo vzdrževanje skoraj popolnoma opuščena.
Stavba je bila močno poškodovana zaradi velikega požara 2. septembra 2018.  Čeprav so bili nekateri predmeti shranjeni, se domneva, da je bil velik del njegovih 20 milijonov arhiviranih predmetov uničen, drugi predmeti, shranjeni v ločenih stavbah pa niso bili poškodovani .
Prvi odzivi tistih, ki so se borili proti ognju, je oviralo pomanjkanje vode. Glavni gasilec v Riu je trdil, da dva bližnja požarna hidranta nimata dovolj vode, zaradi česar so gasilci črpali vodo iz bližnjega jezera. 

## Zbirke
Muzej je hranil eno največjih zbirk Amerik, ki so jo sestavljale živali, žuželke, minerali, zbirka posod domorodnih ljudstev, mumije iz Egipta in južnoameriški arheološki predmeti, meteoriti, fosili in številne druge najdbe.
Eden od meteoritov, ki je bil na ogled, je Bendegó meteorit, ki tehta preko 5000 kg in je bil odkrit leta 1784. 

### Arheologija
Zbirka arheologije Narodnega muzeja je obsegala več kot 100.000 predmetov več različnih kultur in pomembnih predmetov, ki so jih izdelale številne civilizacije, ki so živele v Amerikah, Evropi, Afriki in na Bližnjem vzhodu, od paleolitika do 19. stoletja. Zbirka je bila razdeljena na štiri glavna področja: starodavni Egipt, mediteranske kulture, predkolumbovska arheologija in brazilska arheologijo - to zadnje, sistematično zbrano od leta 1867, je bil največji segment arheološke zbirke, pa tudi najpomembnejša zbirka svoje tipologije na svetu, ki je zajemala zgodovino predcabralovo Brazilijo na zelo izčrpen način in hranil nekaj najpomembnejših materialnih zapisov, povezanih z brazilsko arheologijo. Zato je imela zbirka znatno znanstveno vrednost in predmet več temeljnih raziskav, tez, disertacij in monografij. 

#### Stari Egipt
Z več kot 700 predmeti je bila zbirka egipčanske arheologije Narodnega muzeja največja v Latinski Ameriki in ena najstarejših v Amerikah. Večina predmetov je prišla v muzejsko zbirko leta 1826, ko je trgovec Nicolau Fiengo iz Marseilla prinesel nekaj egiptovskih starin, ki so pripadale znamenitemu italijanskemu raziskovalcu  Belzoniju, ki je bil zadolžen za izkopavanje Tebanske nekropole (sodobni Luksor) in templja Karnak. 
Ta zbirka je bila prvotno namenjena v Argentino, verjetno jo je naročil predsednik te države Bernardino Rivadavia, ustanovitelj Univerze v Buenos Airesu in navdušen muzealec. Vendar je bila pomorska blokada na reki La Plata ovira na poti in jo prisilila, da se je iz Montevidea usmeril v Rio de Janeiro, kjer so bili predmeti ponujeni na dražbi. Cesar Pedro I. je kupil celotno zbirko za pet milijonov réis in jo nato podaril Narodnemu muzeju. Rečeno je bilo, da bi na delovanje Pedra I. vplival José Bonifácio de Andrada, zgodnji član prostozidarstva v Braziliji, morda zaradi interesov, ki jih je organizacija imela za egiptovsko ikonografijo. 
Kolekcijo, ki jo je začel Pedro I., je razširil njegov sin, cesar Pedro II., amaterski egiptolog in pomemben zbiralec arheoloških in etnografskih artefaktov. Eden najpomembnejših dodatkov egipčanske zbirke Narodnega muzeja je bil barvni leseni sarkofag pevca Amuna, Ša-Amon-en-suja iz poznega obdobja, ponujen cesarju kot darilo med njegovim drugim obiskom Egipta, leta 1876, ki ga dal Khedive Isma'il paša. Sarkofag se je odlikoval po redkosti, saj je bil redek primer, ki ga še nikoli niso odprli in je še vedno ohranjal mumijo pevca. Zbirka bi se obogatila z drugimi pridobitvami in donacijami. Alberto Childe, ki je bil konzervator na Oddelku za arheologijo muzeja med letoma 1912 in 1938, je bil odgovoren tudi za objavo Vodiča zbirk klasične arheologije Narodnega muzeja leta 1919. 
Poleg sarkofaga Ša-Amon-en-suja, je muzej razpolagal tudi s tremi sarkofagi iz tretjega vmesnega obdobja in poznega obdobja, ki so pripadali trem Amonovim duhovnikom: Hori, Pestjef in Harsiese. Muzej je imel tudi šest človeških mumij (štiri odrasle in dva otroka), pa tudi številne mumije in sarkofage živali (mačke, ibise, ribe in krokodile). Med človeškimi primeri je vrhunec mumija ženske iz rimskega obdobja, ki po vsem svetu velja za izredno redko za uporabljeno tehniko, od le osmih podobnih primerov. Imenovana »princesa Sonca« ali »princesa Kerima« je imela mumija ude in prste roke in nog posamično zapahnjene in bogato okrašena z barvanimi trakovi. »Princesa Kerima« je bila med najbolj priljubljenimi predmeti zbirke, ki je celo povezana z zapisi o parapsiholoških izkušnjah in kolektivnih transih, ki naj bi se zgodili v 1960-ih. »Kerima« je prav tako navdihnila roman Skrivnost mumije Evertona Ralpha, člana Rozenkrojcerjev. 
Zbirka votivnih in pogrebnih stel je sestavljala več deset kosov, ki so v večini iz vmesnega obdobja in pozne dobe. Stela Raia in Hauneferja, ki sta bili gravirani z naslovi semitskega izvora, ki so prisotni v Bibliji in v tablah iz Marija, sta izstopali, pa tudi nedokončana stela, pripisana cesarju Tiberiju iz rimskega obdobja. V muzeju je tudi velika zbirka ušabtijev, kipcev, ki predstavljajo pogrebne strežnike, vključno s skupino, ki je pripadala faraonu  Setiju I, izkopane iz grobnice v Dolini kraljev. Še vedno v skupini redkih artefaktov je bil apnenčast kip mlade ženske, datiran v Novo kraljestvo, s konično posodo na vrhu glave - ikonografija, ki je skoraj unikatna med slikami in reliefi. Zbirka je obsegala tudi fragmente reliefov, maske, kipe božanstev, kamen in les (kot so predstavitve Pta-Sokar-Oziris), kanopne posode, alabastrne skodelice, pogrebne stožce, dragulje, amulete, itd. 
- Stela Ra. Novo kraljestvo, 19. dinastija, c. 1300-1200 pr. n. št.
- Sarkofag Hori. Tretje vmesno obdobje, 21. dinastija, c. 1049-1026 pr. n. št..
- Brononast kipec Amona.
- Zlata maska. Ptolemajsko kraljestvo c. 304 pr. n. št..

#### Mediteranske kulture
Zbirka klasične arheologije Narodnega muzeja je znašala približno 750 kosov in je bila sestavljena predvsem iz grških, rimskih, etruščanskih in italskih predmetov, in je bila največja zbirka te vrste v Latinski Ameriki. Večina kosov je prej pripadala grško-rimski zbirki cesarice Terise Cristine, ki jo je že od mladosti zanimala arheologija. Ko se je carica izkrcala v Riu de Janeiru leta 1843, takoj po njeni poroki s cesarjem Pedrom II., je prinesla zbirko starin, odkritih med izkopavanji Herkulaneja in Pompejev, mest, ki jih je uničil izbruh Vezuva leta 79. Del te zbirke je pripadal tudi Carolini Murat, sestri Napoleona Bonaparta in kraljici neapeljskega kralja Joachima Murata. 
Ferdinand II. dveh Sicilij, brat cesarice Tereze Kristine, je naročil izkopavanja Herkulaneja in Pompejev, ki so se začela v 18. stoletju. Izkopani deli so bili poslani v Narodni arheološki muzej v Neaplju. V prizadevanjih za povečanje števila klasičnih artefaktov v Braziliji in krepitev prihodnjega oblikovanja muzeja grško-rimske arheologije v državi je cesarica vzpostavila formalno izmenjavo z neapeljskim kraljestvom. Zahtevala je pošiljanje grško-rimskih predmetov v Rio de Janeiro, medtem ko so poslali predmete domorodnega porekla v Italijo. Cesarica je tudi osebno financirala izkopavanja v Veiosu, etruščanskem arheološkem najdišču, ki se nahaja  15 km severno od Rima, kar je prineslo velik del predmetov, najdenih v Braziliji. Večina del je bila zbrana med letoma 1853 in 1859, vendar je Tereza Kristina še naprej bogatila zbirko do padca brazilskega cesarstva leta 1889, ko je bila razglašena republika in je cesarica zapustila državo z vso kraljevo družino.
Med najpomembnejšimi predmeti zbirke iz Pompejev so bile štiri freske iz okoli 1. stoletja n. št.. Dva kosa sta bila okrašena z morskimi motivi, ki prikazujejo morskega zmaja in morskega konjička kot osrednji figuri, obkroženi z delfini in so se uporabljali za spodnje stene prostora posvečene v templju Izide. Drugi dve freski sta bili okrašeni z rastlinami, pticami in pokrajino in sta slogovno blizu slikam Herkulaneja in Stabiaeja. V muzeju so bili tudi številni predmeti iz Pompejev, ki prikazujejo vsakdanje življenje državljanov starega Rima: fibule, dragulji, ogledala in drugi predmeti za toaleto Rimljank, steklene in bronaste posode, falični amuleti, oljenke, predmeti iz terakote, itd.
Zbirka sredozemske keramike je obsegala več deset predmetov in je posebna zaradi raznolikosti izvora, oblik, okraskov in uporabnih namenov. Predstavljeni so bili številni najpomembnejši slogi in šole klasične antike, od korintskega geometričnega sloga 7. stoletja pr. n. št. do rimskih terakota amfor iz zgodnjega krščanskega obdobja. Muzej je hranil primere kraterjev, Oinohoe ijev, kantarov, kelihov, kjatov, skodelic, hidrij, lekitov, askosov in lekanidov. Skupina etruščanskih bukero lončenine (7.—4. st. pr. n. št.), grške črnofiguralne vaze (7.—5. st. pr. n. št.), gnatijeve posode (4. st. pr. n. št.) in obsežen niz rdečefiguralnih posod in keramika iz Apulije, Kampanje, Lukanje in Magne Graecie.
Zbirka kipov je obsegala veliko tanagrijskih figuric, majhnih terakota kipov grškega izvora, ki so jih v starem svetu cenili v veliki meri, pa tudi skupino etruščanskih bronastih kipcev, ki so predstavljali bojevnike in ženske figure. Zbirka vojaških predmetov je vsebovala celotne koščke ali dele fragmentov, čelad, nožev, bronastih rezil, brošk, itd.
- Venera ali Leda. Alabastrni kip, helenizem.
- Etruščanski kariatidni kelih, c. 620-560 pr. n. št.
- Korintski oinochoe s Pokrovom, c. 600-575 pr. n. št.
- Rdečefiguralni krater iz Kampanje, pozno 4. st. pr. n. št.

#### Predkolumbovska arheologija
Predkolumbska doba je obsegala približno 1800 artefaktov, ki so jih izdelali domorodni ljudje Amerik, in mumije iz Andov. Zbirka je v 19. stoletju nastala iz zbirke brazilske kraljeve družine s predmeti iz zasebne zbirke cesarja Pedra II., kasneje pa razširjena s prevzemi, donacijami, izmenjavami in izkopavanji. Do konca 19. stoletja je bila zbirka že precej prestižna, saj je bila ob priložnosti otvoritve leta 1889 ena največjih zbirk južnoameriške arheologije. 
Zbirka je obsegala predvsem predmete, povezane s tekstilno proizvodnjo, perjem, keramiko in kamnom andskih kultur (skupin iz [Peru]]ja, Bolivije, Čila in Argentine) in v manjši meri amazonskih domačinov (vključno z redkimi venezuelskimi predmeti) in mezoameriške kulture (predvsem iz današnje Mehike in Nikaragve). Zbirka je obravnavala več vidikov vsakodnevnih opravil, družbene organizacije, religije in posnetkov predkolumbovskih civilizacij, ki so ponazorjeni iz osnovnih uporabnih predmetov (oblačil, okraskov telesa, orožja) do bolj rafiniranih artefaktov, prežetih z opaznim umetniškim pomenom (merilne in glasbene instrumente, ritualne predmete, figurativne keramične skulpture in posode, ki se razlikujejo po svojih estetskih značilnostih). [26] [19] Zastopani so bili  tudi drugi vidiki predkolumbovskega življenja, kot so dinamika trgovine, ideološka difuzija in kulturni vplivi med skupinami, ki so opazni na primer o podobnosti dekorativnih vzorcev, umetniških tehnik, pa tudi pri predmetih, prikazanih v njihovi proizvodnji, ki so skupne skoraj vsem skupinam, zastopanje rastlin, nočnih živali (netopirji, kače, sove) in fantastična bitja, povezana z naravnimi elementi in pojavi. 
Najboljše zastopane skupine v okviru Andskih kultur so bile:
- kultura Nazca, ki je cvetela ob južni obali Peruja med 1. st. pr. n. št. in 800 n. št.. Muzej je imel velik del drobcev tekstilnih tkanin Nazca, ki prikazujejo živali (predvsem lame), fantastična bitja, rastline in geometrijske vzorce;
- kultura Moche, ki je cvetela na severni obali Peruja med zgodnjo krščansko dobo in 8. stoletjem, je odgovorna za gradnjo velikih spomenikov, templjev, piramid in ceremonialnih kompleksov, ki jih v zbirki predstavlja skupina figurativne keramike z visoko umetniško in tehnično kakovostjo (zoomorfne, antropomorfne in globularne posode) in primeri zlatarstva;
- kultura Wari, ki je od 5. stoletja naseljevala južno-osrednje Ande, ki jo predstavljajo antropomorfne keramične posode in tekstilne fragmente;
- kultura Lambayeque, ki je nastala v podobni regiji Peruja v 8. stoletju, je zastopana s tekstilom, keramiko in kovinami;
- kultura Chimú, ki je cvetela na dolini reke Moche od 10. stoletja naprej, in jo predstavlja skupina zoomorfnih in antropomorfnih lončenin (značilno temna, pridobljena s tehniko zmanjševanja izgorevanja in navdihnjena s stilskimi elementi kulture Moche in Wari), kot tudi tkanine, okrašene z različnimi motivi;
- kultura Chancay, ki se je razvila med vmesnim in poznim obdobjem (od približno 1000 do 1470 n. št.) v dolinah rek Chancay in Chillon, je bila predstavljena z nizom antropomorfne keramike (značilno temno, okrašeno s svetlimi barvami engobe in rjave barve) in prefinjenimi tekstilijami, ki prikazujejo živali in rastline in sicer velik plašč;
- Inkovska civilizacija, ki je cvetela okrog 13. stoletja in postala največji imperij predkolumbovskih Amerik v naslednjem stoletju. Narodni muzej je imel niz figurativne lončenine in posod, okrašene z geometrijskimi vzorci (Incan arballos), miniaturne figure človeških bitij in lam, izdelane iz zlitin srebra in bakra, miniaturna obredna oblačila, perje, quipus, tunike in nekaj drugih primerov tekstila.

Zbirka Andskih mumij je omogočala pogled na pogrebne prakse kultur v regiji. Mumije so bile ohranjene bodisi naravno (zaradi ugodnih geoklimatskih pogojev Andskih gora) bodisi umetno, v kontekstu verskih in ritualnih praks. Iz Chiu Chiuja, v puščavi Atacama v severnem Čilu, je bila mumija človeka z ocenjeno starostjo od 3400 do 4700 let, ohranjena v sedečem položaju, pri čemer se glava naslanja na kolena in jo pokriva kapa iz volne. To je bil položaj v katerem so atacamske kulture spale zaradi mrzlega puščavskega podnebja. Prav tako je bil položaj, v katerem so bili pokopani, skupaj s svojimi pridatki. Druga mumija v zbirki - človek Aymara, iz okolice jezera Titicaca med Perujem in Bolivijo - se ohranja v istem položaju, vendar je vključena v pogrebni sveženj. [38] Zbirka mumij je vsebovala tudi dečka, ki ga je podarila čilska vlada in je ponazarjal tehnike umetne mumifikacije predkolumbovskih kultur, primer izsušene glave, ki prihaja od ljudstva Jivaroan ekvatorialne Amazonke.
- Mehiška olmeška civilizacija. Kip ženske figure iz žada, c. 1500-400 pr. n. št.C
- Perujska kultura Moche. Posoda v obliki glave, c. 100—800 n. št.
- Inki. Keramična vaza (Inca Aryballos), c. 1430-1532
- Mumija atacamskega moža, c. 4700–3400 pr. n. št..

#### Brazilska arheologija
Zbirka brazilske arheologije Narodnega muzeja je združevala širok nabor artefaktov, ki so ostanki kultur, ki so v predkolonialni dobi uspevale na brazilskem ozemlju, z več kot 90.000 predmeti. Veljala je za največjo zbirko v svoji tipologiji na svetu. Zbirka se je začela sistematično zbirati od leta 1867 in se je do danes razširila, z izkopavanji, prevzemi in donacijami, ki so služili tudi kot podlaga za veliko število raziskovalnih projektov, ki so jih vodili akademiki muzeja, zvezne univerze v Rio de Janeiru in drugih institucij. Predmeti so prihajali iz vseh regij Brazilije in so bili iz časovnega obdobja dolgega več kot 10.000 let.
Od najstarejših prebivalcev brazilskega ozemlja (poljedelci in lovsko-nabiralniške skupine) je več predmetov iz kamna (kremena, kvarcita in drugih mineralov) in kosti, kot so strelske konice, ki so se uporabljale za lov, rezila iz poliranega kamna in druga orodja za rezljanje, strganje, cepanje in prebadanje, poleg predmetov za obredno uporabo in okrasje. Čeprav so bili proizvedeni tudi predmeti iz lesa, vlaken in smole, se večina ni ohranila in jih v zbirki skoraj ni bilo, razen nekaterih posameznih kosov - tkana košara iz slame, ki je bila prekrita s smolo je bila delno ohranjena, najdena na južni obali Brazilije. 
V segmentu, ki se nanaša na prebivalce Sambaqui, tj. skupnosti ribičev in nabiralcev, ki so živeli ob južno-centralni obali Brazilije med 8000 pr. n. št. in zgodnjo krščansko dobo, je imel muzej veliko ostankov iz usedlin apnenca in organskega materiala - tako imenovani sambaquis ali odpadki iz gospodinjstev. V zbirki sta bila dva drobca sambaquisa, poleg tega pa so na teh arheoloških najdbah tudi skeletni ostanki ljudi, kot tudi številna kulturna pričevanja kot so  uporabni predmeti (posoda, sklede, tolkači in možnarji iz kamna), obredni predmeti (kot so votivni kipci). Najpomembnejši je bil velik zoolit (kamnita votivna skulptura, z zastopanostjo živali, kot so ribe in ptice in človeške figure).
Zbirka vsebuje tudi nekaj primerov pogrebnih žar, posod, kozarcev, oblačil, oblek, idolov in amuletov, s poudarkom na keramičnih predmetih, delo številnih kultur predkolonialne Brazilije.